# 요코바야시촌
요코바야시촌(横林村)은 에히메현 히가시우와군에 설치된 촌이다. 